# Mitsubishi Pajero Pinin

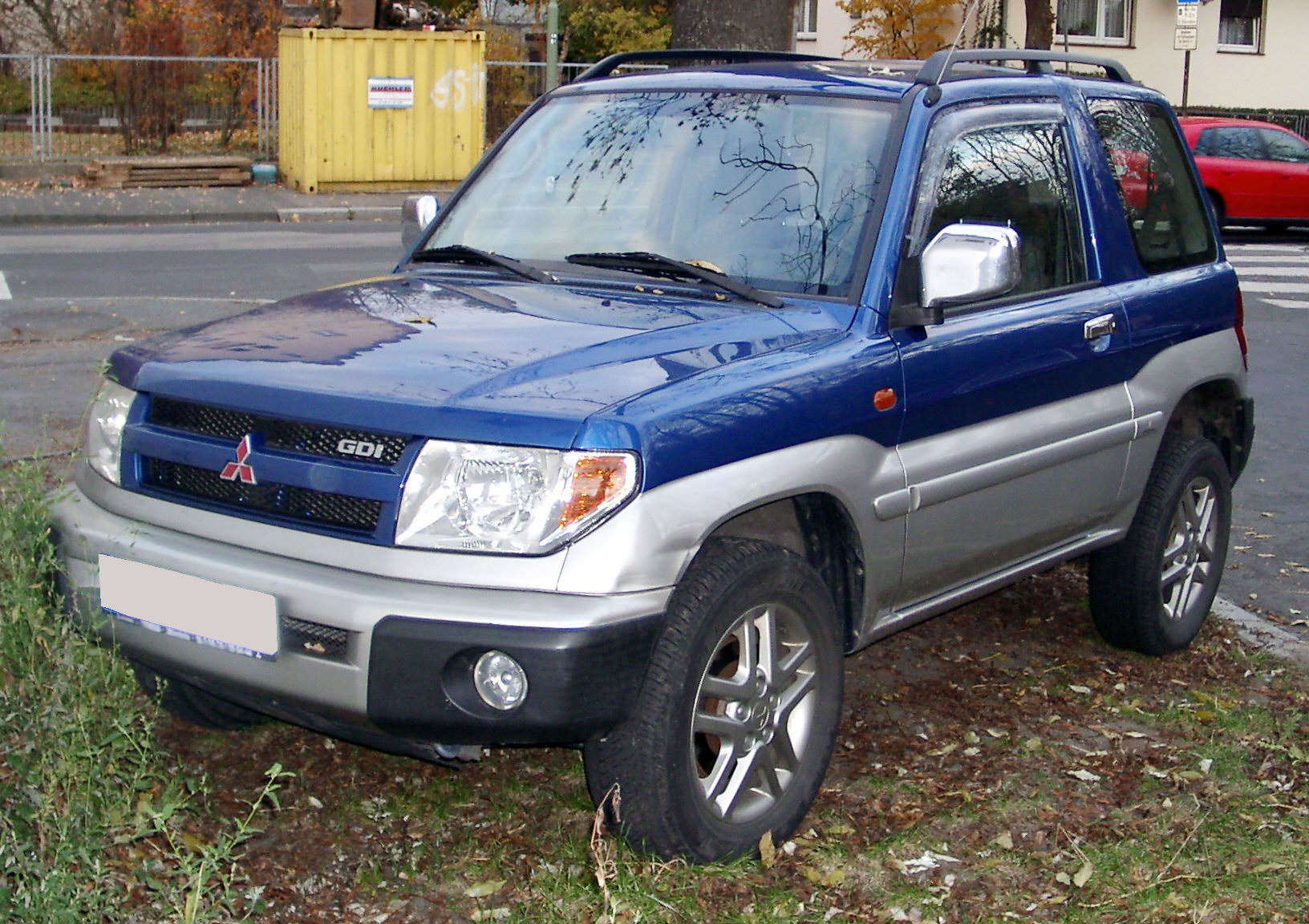
Mitsubishi Pajero Pinin.

Mitsubishi Pajero Pinin är en SUV som är mindre än den vanliga Mitsubishi Pajero. Den är designad av italienska Pininfarina.
Pajero Pinin har sålts med två motoralternativ, båda bensinmotorer med direktinsprutning på 1,8 och 2,0 liter med 120 respektive 129 hk.